# Heidi Lambert-Lang
Heidi Lambert-Lang (* 11. Februar 1937 in Köslin, Pommern; † 16. Oktober 2023) war eine deutsche Juristin und von 1981 bis zu ihrem Eintritt in den Ruhestand 2002 Richterin am Bundesgerichtshof.

## Leben
Lambert-Lang wuchs zunächst im Wartheland auf, bis sie durch Vertreibung als Folge des Zweiten Weltkrieges in die Eifel kam, wo sie 1956 in Prüm ihr Abitur ablegte. Anschließend studierte sie an den Universitäten Frankfurt am Main, München und Köln Rechtswissenschaften. 1964 trat Lambert-Lang in den Justizdienst des Landes Rheinland-Pfalz ein. 1969 promovierte sie. 1974 wurde sie zur Richterin am Pfälzischen Oberlandesgericht Zweibrücken ernannt. 1981 nach vorheriger Abordnung an das Bundesverfassungsgericht als wissenschaftliche Mitarbeiterin zur Richterin am Bundesgerichtshof berufen, gehörte sie während der gesamten Zeit ihrer Zugehörigkeit zu diesem Gericht dessen V. Zivilsenat an. Von 1974 bis 1989 war sie für die CDU Mitglied im Bezirkstag Pfalz. 2002 wurde sie Ombudsfrau der deutschen privaten Bausparkassen. Diese Position hatte sie bis Ende 2011 inne.
Ab 1994 war sie zudem Vorsitzende des Richterrates des Bundesgerichtshofs, dem sie seit 1991 angehörte. Am 16. Oktober 2023 verstarb Heidi Lambert-Lang im Alter von 86 Jahren.